# Elias TA-1
Elias TA-1 là một loại máy bay huấn luyện hai tầng cánh của Hoa Kỳ trong thập niên 1920, do Elias chế tạo.

## Quốc gia sử dụng
Hoa Kỳ
- Binh chủng không quân lục quân Hoa Kỳ

## Tính năng kỹ chiến thuật (TA-1)
Dữ liệu lấy từ The Illustrated Encyclopedia of Aircraft (Part Work 1982-1985), 1985, Orbis Publishing, Page 1599
Đặc điểm tổng quát
- Kíp lái: 2
- Chiều dài: 24 ft 9 in (7.54 m)
- Sải cánh: 32 ft 7 in (9.93 m)
- Động cơ:  × Lawrance R-1, 140 hp (104 kW)

Hiệu suất bay